# Endre Puky

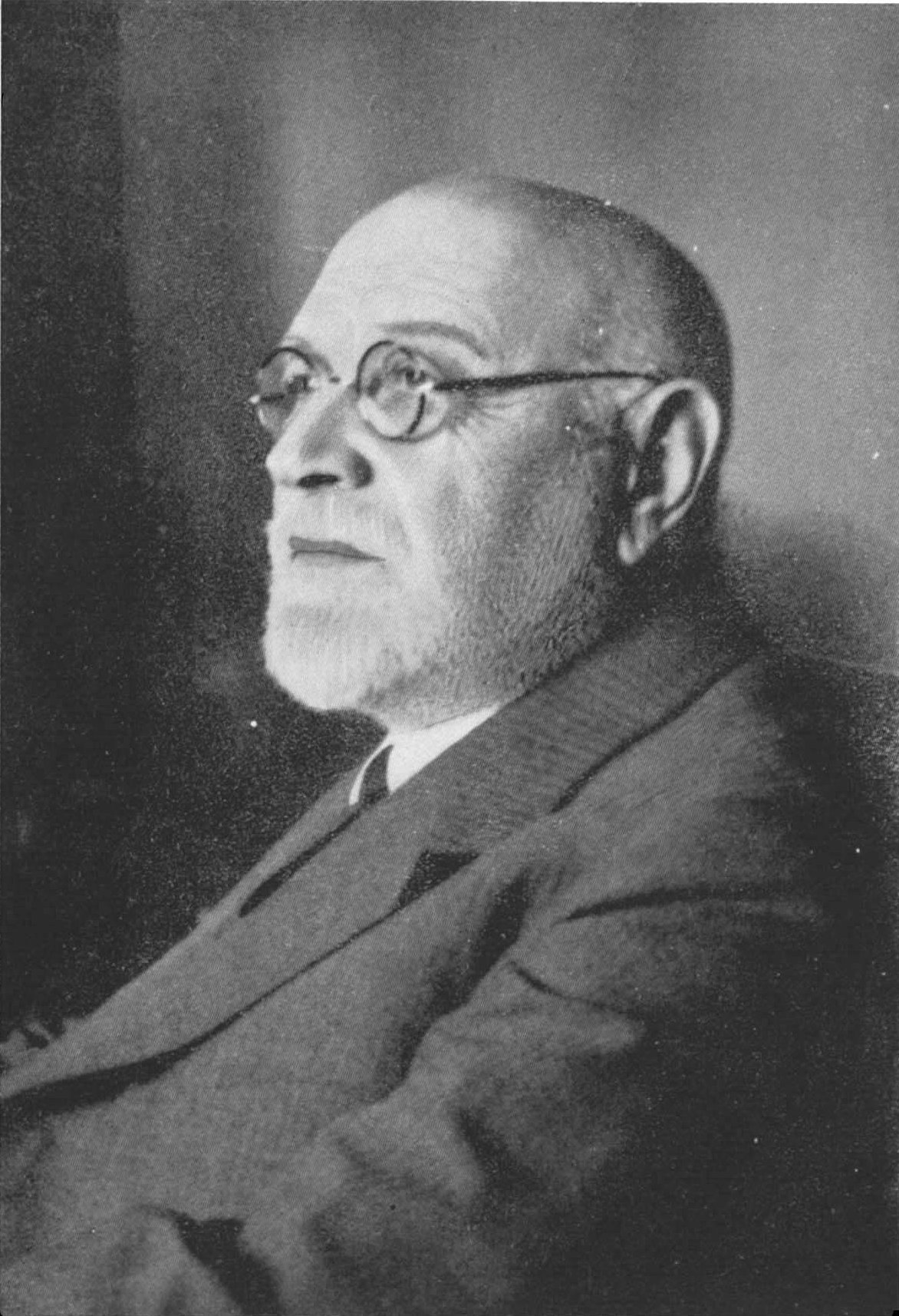
Endre Puky

Endre Puky von Bizák (* 20. Februar 1871 in Kassa, Komitat Abaúj; † 20. Juli 1941 in Szováta, Komitat Maros-Torda, Königreich Ungarn) war ein ungarischer Politiker. Er war vom 1. Oktober 1932 bis zum 7. Januar 1933 ungarischer Außenminister.

## Leben
Er war von 1926 bis 1935 Mitglied des ungarischen Parlaments, davon zwischen 1928 und 1932 Vizepräsident des Hauses. 1927 wurde er Vorstandsmitglied der Ungarischen Akademie der Bildenden Künste.